# Ракетний удар по Запоріжжю 9 жовтня 2022
Ракетний удар по Запоріжжю 9 жовтня 2022 року — терористичний акт Збройних сил РФ, направлений на цілеспрямований обстріл по житлових будинках Запоріжжя. У цю атаку росіяни вбили 13 осіб (включно з дитиною) і поранили 89 осіб (серед них одинадцять дітей). Загалом цього дня росіяни пошкодили близько 40 будинків у Запоріжжі.

## Перебіг подій
9 жовтня вночі росіяни застосували тактичну авіацію для ракетного удару по житлових будинках. Шість бомбардувальників Ту-22М3, які працювали з аеродрому Рязань, та сім Су-35 — з аеродрому Мариновка, Ростовської області випустили 16 ракет і майже всі вони потрапили до житлових будинків Запоріжжя. Зокрема, було зруйновано 9-поверховий будинок, а також п'ять приватних будинків.
Обстріл став другим в місті за тиждень. 6 жовтня внаслідок ракетного удару по Запоріжжю загинуло 20 осіб. Обидві атаки відбулися на фоні успіхів ЗСУ в Херсонській області та після вибуху на Кримському мосту.

## Реакція
Як зазначив Президент України Володимир Зеленський: 
 Знову Запоріжжя. Знову жорстокі удари по мирних людей. У житлові будинки, прямо посеред ночі. Абсолютна підлість. Абсолютне зло. Нелюди та терористи. Від того, хто віддав цей наказ, і до всіх, хто наказ виконав. Вони відповідатимуть. Обов'язково. Перед законом і перед людьми
Міністерство оборони РФ визнало факт ракетного удару, але заявило, нібито ними було обстріляно війська спецназу Нацгвардії України та склад боєприпасів.